# 呂伯湖
53°5′59″N 13°34′12″E / 53.09972°N 13.57000°E

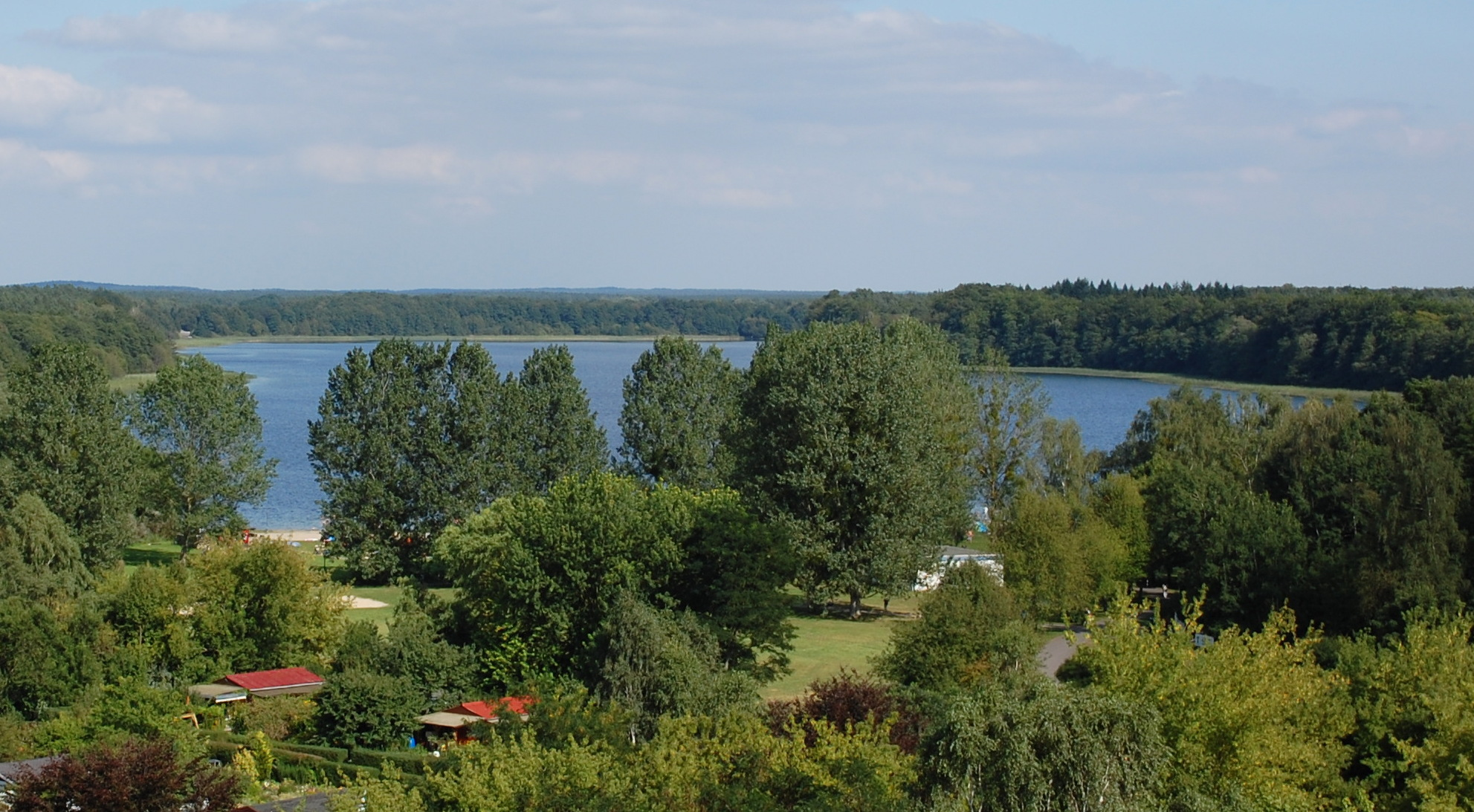

呂伯湖（德語：Lübbesee），是德國的湖泊，位於該國西南部，由勃蘭登堡州負責管轄，長4.4公里、寬3.5公里，面積2.97平方公里，海拔高度53米，最大水深13米，水體容量1,859萬立方米。